# Carlos Roselló
Carlos Roselló Betbeze (Montevidéu, 2 de maio de 1922) é um ex-basquetebolista uruguaio que integrou a Seleção Uruguaia que disputou os XIV Jogos Olímpicos de Verão de 1948 em Londres e XV Jogos Olímpicos de Verão em 1952 realizados em Helsínquia, Finlândia quando conquistaram Medalha de Bronze.